# Красная Ималка
Красная Ималка — село в Ононском районе Забайкальского края России. Административный центр сельского поселения «Ималкинское».

## География
Село находится в юго-восточной части района, к северо-западу от озера Барун-Торей, на расстоянии примерно 29 километров (по прямой) к юго-востоку от села Нижний Цасучей. Абсолютная высота — 642 метра над уровнем моря.
Климат
Климат характеризуется как резко континентальный, с продолжительной морозной зимой и коротким тёплым летом. Среднегодовая температура воздуха составляет −1,8 — −1,4 °С. Средняя многолетняя температура самого холодного месяца (января) составляет −26 — −24 °С (абсолютный минимум — −52 °С), температура самого тёплого (июля) — 18 — 20 °С (абсолютный максимум — 40 °С). Среднегодовое количество осадков — 200—400 мм.

## История
Основано в 1932 году. В 1934 году, в ходе коллективизации, был образован совхоз с двумя отделениями.

## Население
| 1989 | 2002 | 2010 | 2021 |
| ---- | ---- | ---- | ---- |
| 1110 | ↘824 | ↘530 | ↘367 |

Половой состав
По данным Всероссийской переписи населения 2010 года в гендерной структуре населения мужчины составляли 49,1 %, женщины — соответственно 50,9 %.
Национальный состав
Согласно результатам переписи 2002 года, в национальной структуре населения русские составляли 55 % из 824 чел., буряты — 41 %.

## Инфраструктура
В селе функционируют средняя общеобразовательная школа и сельская врачебная амбулатория.

## Улицы
Уличная сеть села состоит из шести улиц и одного переулка.